# Liste der Schiedsrichtereinsätze bei der Fußball-Weltmeisterschaft 2010
Die Liste der Schiedsrichtereinsätze bei der Fußball-Weltmeisterschaft 2010 führt alle Schiedsrichter, die bei der Fußball-Weltmeisterschaft 2010 vom 11. Juni bis zum 11. Juli 2010 in Südafrika eingesetzt wurden.

## Allgemeines

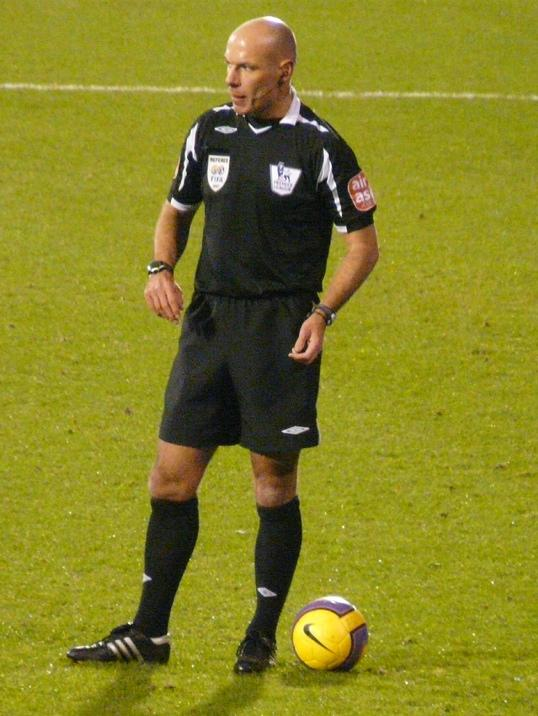
Der englische Profi-Schiedsrichter Howard Webb leitete das Endspiel der Fußball-Weltmeisterschaft.

Nachdem seitens der FIFA im Jahr 2008 eine erste Liste von Schiedsrichter-Kandidaten zusammengestellt wurde, wurde am 22. Oktober 2009 eine erste Kaderliste bekannt gegeben. Die Schiedsrichter und deren Assistenten wurden eingehenden Schulungen und Leistungstests unterzogen. Am Ende blieb eine Auswahl von 30 Schiedsrichterteams. Da zwei Schiedsrichterassistenten den letzten Fitnesstest nicht bestanden, wurden die Schiedsrichter Mohamed Benouza (Algerien) und Carlos Amarilla (Paraguay) von der Liste gestrichen. Nutznießer dieser Maßnahme war der Uruguayer Martín Vázquez, der nachnominiert wurde. Schließlich wurden damit 29 Schiedsrichterteams einberufen. Von diesen wurden allerdings nur 24 Teams zur Leitung der 64 Spiele herangezogen, während 5 Schiedsrichter als „Ersatz“ galten und ausschließlich als Vierter Offizieller zum Einsatz kamen. Bemerkenswert war, dass nur 15 Teams aus einem Land kamen, während sich neun Teams aus unterschiedlichen Nationen zusammengestellt wurden; fünf dieser Teams setzten sich aus drei verschiedenen Nationen zusammen.
Der Altersdurchschnitt aller Schiedsrichter betrug 40,0 Jahre, wobei der Brasilianer Carlos Simon mit knapp 45 Jahren der älteste Spielleiter und der Usbeke Ravshan Ermatov mit knapp 33 Jahren der jüngste Unparteiische war. Ältester Schiedsrichterassistent war der Schweizer Francesco Buragina mit 44,5 Jahren, während Juan Zumba aus El Salvador mit knapp 28 Jahren der jüngste war.
Überraschenderweise wurde der erst 32-jährige Usbeke Ravshan Ermatov nicht nur mit der Leitung des Eröffnungsspieles zwischen Südafrika und Mexiko betraut, er hatte zudem mit fünf Einsätzen die meisten Spielleitungen aufzuweisen. Er profitierte davon, dass einige namhafte Schiedsrichter wie Jorge Larrionda (klares Tor für England gegen Deutschland nicht gegeben), Roberto Rosetti (sein Assistent Stefano Ayroldi zeigte ein klares Abseitstor für Argentinien gegen Mexiko nicht an) oder Massimo Busacca (mehrere fragwürdige Entscheidungen im Spiel Südafrika gegen Uruguay) das Turnier wegen mangelhafter Leistungen nach dem Achtelfinale vorzeitig verlassen mussten. Bei Roberto Rosetti, der noch das Endspiel der Fußball-Europameisterschaft 2008 zwischen Deutschland und Spanien (0:1) geleitet hatte, saß die Enttäuschung darüber so tief, dass er, obwohl er noch zwei Jahre lang internationale Spiele hätte leiten dürfen, nach seinem Ausscheiden das Ende seiner Schiedsrichterlaufbahn bekannt gab. Rosetti selbst betonte jedoch, dass das Ausscheiden bei der WM nicht dafür maßgeblich war und dass er vielmehr in Zukunft für die Schiedsrichter in der zweiten italienischen Liga verantwortlich sein wird.

## Endspiel
Mit der Leitung des Endspiels zwischen den Niederlanden und Spanien wurde der englische Profi-Schiedsrichter Howard Webb betraut. Webb, der bei der Fußball-Europameisterschaft 2008 wegen eines anerkannten Abseitstores im Spiel Österreich gegen Polen (siehe dazu auch Referees at Work) noch vorzeitig heimgeschickt worden war, konnte bis zum Finale nicht nur mit guten Leistungen aufwarten, sondern profitierte auch davon, dass England im Achtelfinale gegen Deutschland ausschied. Dieses Weiterkommen der deutschen Mannschaft hinderte den deutschen Schiedsrichter Wolfgang Stark an weiteren Einsätzen, da im weiteren Turnierverlauf nur Spielleiter nominiert wurden, deren Mannschaften bereits ausgeschieden waren.

## Legende

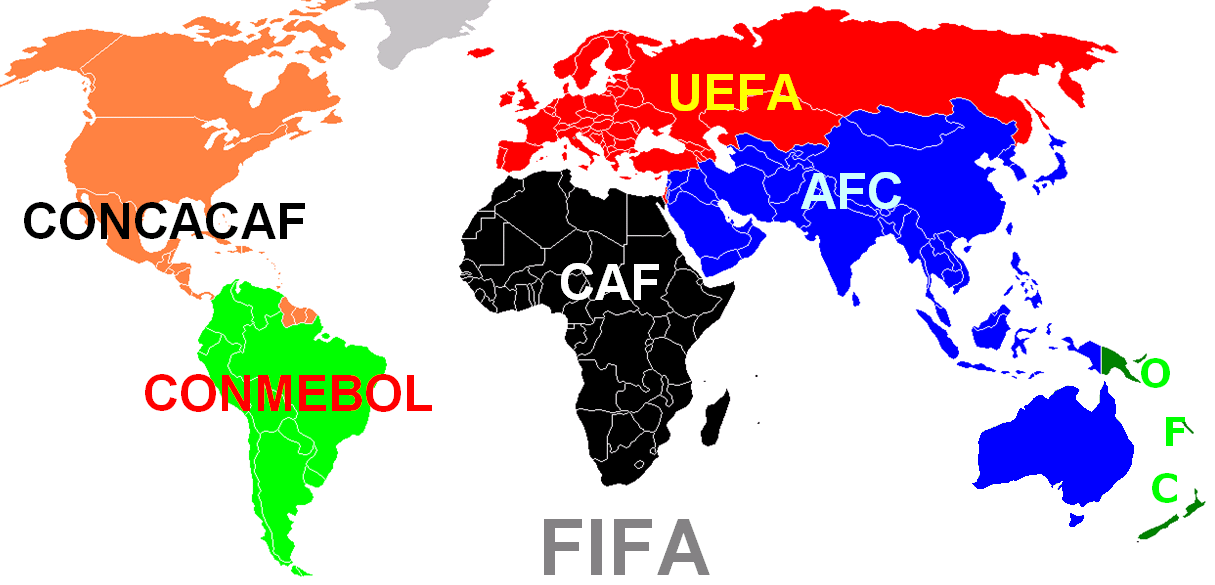
Die Kontinentalverbände der FIFA.

- Kontinentalverband → Kontinentalverband, von dem der Schiedsrichter gestellt wurde
  - AFC = Asian Football Confederation
  - CAF = Confédération Africaine de Football
  - CONCACAF = Confederation of North and Central American and Caribbean Association Football
  - CONMEBOL = Confederación Sudamericana de Fútbol
  - OFC = Oceania Football Confederation
  - UEFA = Union of European Football Associations
- Schiedsrichter → Vor- und Zuname des Schiedsrichters, der das Spiel leitete
- Schiedsrichterassistent → Vor- und Zuname des Schiedsrichterassistenten, der den Schiedsrichter an den Seitenlinien unterstützte
- Geburtsdatum → gibt das Geburtsdatum des Schiedsrichters/Schiedsrichterassistenten an
- Nationalität → Herkunftsland des Schiedsrichters
- Spiel → gibt die Nummer des jeweiligen Spiels an
- Datum → gibt das Datum an, an dem das Spiel stattfand
- Gruppe / Vorrunde → gibt die Gruppe der Vorrunde und die beiden Mannschaften an, die das Spiel bestritten
- Achtelfinale → gibt die Spiele des Achtelfinales an und die beiden Mannschaften an, die das Spiel bestritten
- Viertelfinale → gibt die Spiele des Viertelfinales an und die beiden Mannschaften an, die das Spiel bestritten
- Halbfinale → gibt die Spiele des Halbfinales an und die beiden Mannschaften an, die das Spiel bestritten
- Endspiele → gibt die Spiele der Finali (Spiel um Platz 3 sowie Endspiel um den WM-Titel 2010) an und die beiden Mannschaften an, die das Spiel bestritten
- Ergebnis → Endstand des Spieles nach der regulären Spielzeit, ggf. nach der Verlängerung und im Elfmeterschießen
- Halbzeit → Halbzeitstand des Spieles
- → ausgesprochene Verwarnungen mittels gelber Karte; erhält ein und derselbe Spieler danach eine zweite gelbe Karte (entspricht der gelb-roten Karte), so wird die erste gelbe Karte nicht gewertet[13]
- → ausgesprochene Feldverweise mittels gelb-roter Karte
- → ausgesprochene Feldverweise mittels roter Karte
- Elfm. → in der regulären Spielzeit oder in der Verlängerung verhängte Strafstöße
- Vierter Offizieller → Vor- und Zuname des Schiedsrichters, der als Vierter Offizieller eingesetzt wurde
- Gesamt → Zusammenfassung aller Spiele
- Durchschnitt → durchschnittliche Werte bezogen auf alle Spiele

## Liste der Schiedsrichterteams
| Kontinental- verband                  | Schiedsrichter                        | Geburtsdatum       | Nationalität  | Schiedsrichter- Assistent 1 | Geburtsdatum       | Nationalität        | Schiedsrichter- Assistent 2 | Geburtsdatum       | Nationalität                 |
| ------------------------------------- | ------------------------------------- | ------------------ | ------------- | --------------------------- | ------------------ | ------------------- | --------------------------- | ------------------ | ---------------------------- |
| AFC                                   | Khalil Ibrahim al-Ghamdi              | 2. September 1970  | Saudi-Arabien | Hassan Kamranifar           | 19. April 1972     | Iran                | Saleh al-Marzouqi           | 2. Dezember 1970   | Vereinigte Arabische Emirate |
| AFC                                   | Ravshan Ermatov                       | 9. August 1977     | Usbekistan    | Rafael Ilyasov              | 20. Dezember 1973  | Usbekistan          | Bachadyr Kotschkarow        | 13. Mai 1970       | Kirgisistan                  |
| AFC                                   | Subkhiddin Mohd Salleh                | 17. November 1966  | Malaysia      | Yuxin Mu                    | 9. Mai 1970        | Volksrepublik China | Jeffrey Gek Pheng           | 15. Dezember 1971  | Singapur                     |
| AFC                                   | Yūichi Nishimura                      | 17. April 1972     | Japan         | Toru Sagara                 | 25. Juni 1976      | Japan               | Jeong Hae-sang              | 1. Juni 1971       | Südkorea                     |
| CAF                                   | Koman Coulibaly                       | 4. Juli 1970       | Mali          | Redouane Achik              | 21. April 1972     | Marokko             | Inácio Manuel Cândido       | 27. Januar 1971    | Angola                       |
| CAF                                   | Jerome Damon                          | 4. April 1972      | Südafrika     | Celestin Ntagungira         | 11. Mai 1966       | Ruanda              | Enock Molefe                | 4. Juni 1968       | Südafrika                    |
| CAF                                   | Eddy Maillet                          | 19. Oktober 1967   | Seychellen    | Evarist Menkouande          | 14. November 1974  | Kamerun             | Béchir Hassani              | 22. September 1969 | Tunesien                     |
| CONCACAF                              | Joel Aguilar                          | 2. Juli 1975       | El Salvador   | William Torres              | 22. Februar 1975   | El Salvador         | Juan Zumba                  | 19. September 1982 | El Salvador                  |
| CONCACAF                              | Benito Archundia                      | 21. März 1966      | Mexiko        | Héctor Vergara              | 15. Dezember 1966  | Kanada              | Marvin Torrentera           | 25. Februar 1971   | Mexiko                       |
| CONCACAF                              | Carlos Batres                         | 2. April 1968      | Guatemala     | Leonel Leal                 | 21. November 1976  | Costa Rica          | Carlos Pastrana             | 27. November 1968  | Honduras                     |
| CONCACAF                              | Marco Antonio Rodríguez               | 10. November 1973  | Mexiko        | José Luis Camargo           | 25. September 1972 | Mexiko              | Alberto Morín               | 10. August 1980    | Mexiko                       |
| CONMEBOL                              | Héctor Baldassi                       | 5. Januar 1966     | Argentinien   | Ricardo Casas               | 17. April 1967     | Argentinien         | Hernán Maidana              | 14. Februar 1972   | Argentinien                  |
| CONMEBOL                              | Jorge Larrionda                       | 9. März 1968       | Uruguay       | Pablo Fandiño               | 11. Oktober 1966   | Uruguay             | Mauricio Espinosa           | 6. Mai 1972        | Uruguay                      |
| CONMEBOL                              | Pablo Pozo                            | 27. März 1973      | Chile         | Patricio Basualto           | 2. September 1972  | Chile               | Francisco Mondria           | 22. Juli 1972      | Chile                        |
| CONMEBOL                              | Óscar Ruiz                            | 1. November 1969   | Kolumbien     | Abraham González            | 7. Dezember 1970   | Kolumbien           | Humberto Clavijo            | 18. Juli 1973      | Kolumbien                    |
| CONMEBOL                              | Carlos Simon                          | 3. September 1965  | Brasilien     | Altemir Hausmann            | 5. Dezember 1968   | Brasilien           | Roberto Braatz              | 3. Oktober 1967    | Brasilien                    |
| CONMEBOL                              | Martín Vázquez                        | 14. Januar 1969    | Uruguay       | Carlos Pastorino            | 11. November 1973  | Uruguay             | Miguel Nievas               | 16. Dezember 1974  | Uruguay                      |
| OFC                                   | Michael Hester                        | 2. Mai 1972        | Neuseeland    | Jan-Hendrik Hintz           | 24. Juni 1976      | Neuseeland          | Tevita Makasini             | 26. November 1976  | Tonga                        |
| OFC                                   | Peter O’Leary                         | 3. März 1972       | Neuseeland    | Brent Best                  | 12. Februar 1968   | Neuseeland          | Matthew Taro                | 16. Mai 1967       | Salomonen                    |
| UEFA                                  | Olegário Benquerença                  | 18. Oktober 1969   | Portugal      | José Cardinal               | 19. Januar 1967    | Portugal            | Bertino Miranda             | 18. Mai 1972       | Portugal                     |
| UEFA                                  | Massimo Busacca                       | 6. Februar 1969    | Schweiz       | Matthias Arnet              | 2. Juni 1968       | Schweiz             | Francesco Buragina          | 7. Januar 1966     | Schweiz                      |
| UEFA                                  | Frank De Bleeckere                    | 1. Juli 1966       | Belgien       | Peter Hermans               | 27. Juni 1966      | Belgien             | Walter Vromans              | 21. April 1968     | Belgien                      |
| UEFA                                  | Martin Hansson                        | 6. April 1971      | Schweden      | Henrik Andrén               | 21. Juli 1968      | Schweden            | Stefan Wittberg             | 2. September 1968  | Schweden                     |
| UEFA                                  | Viktor Kassai                         | 10. September 1975 | Ungarn        | Gábor Erős                  | 5. September 1971  | Ungarn              | Tibor Vámos                 | 16. Januar 1967    | Ungarn                       |
| UEFA                                  | Stéphane Lannoy                       | 18. September 1969 | Frankreich    | Éric Dansault               | 14. September 1968 | Frankreich          | Laurent Ugo                 | 7. Juni 1973       | Frankreich                   |
| UEFA                                  | Roberto Rosetti                       | 18. September 1967 | Italien       | Paolo Calcagno              | 29. Januar 1966    | Italien             | Stefano Ayroldi             | 25. April 1967     | Italien                      |
| UEFA                                  | Wolfgang Stark                        | 20. November 1969  | Deutschland   | Jan-Hendrik Salver          | 1. März 1969       | Deutschland         | Mike Pickel                 | 8. April 1975      | Deutschland                  |
| UEFA                                  | Alberto Undiano Mallenco              | 8. Oktober 1973    | Spanien       | Fermín Martínez Ibáñez      | 4. Juli 1966       | Spanien             | Juan Yuste Jiménez          | 25. September 1975 | Spanien                      |
| UEFA                                  | Howard Webb                           | 14. Juli 1971      | England       | Darren Cann                 | 22. Januar 1969    | England             | Mike Mullarkey              | 3. Mai 1970        | England                      |
| Altersdurchschnitt (zu Beginn der WM) | Altersdurchschnitt (zu Beginn der WM) | 40,0 Jahre         | —             | 39,5 Jahre                  | 39,5 Jahre         | 39,5 Jahre          | 39,5 Jahre                  | 39,5 Jahre         | 39,5 Jahre                   |

## Liste der Einsätze nach Spielen
| Spiel        | Datum         | Schiedsrichter                                                       | Nationalität  | Gruppe/ Vorrunde | Achtel- finale | Viertel- finale | Halb- finale | End- spiele          | Ergebnis                  | Halb- zeit | Gelbe Karte | Gelb-Rote Karte | Rote Karte | Elfm. | Vierter Offizieller      |
| ------------ | ------------- | -------------------------------------------------------------------- | ------------- | ---------------- | -------------- | --------------- | ------------ | -------------------- | ------------------------- | ---------- | ----------- | --------------- | ---------- | ----- | ------------------------ |
| 01           | 11. Juni 2010 | Ravshan Ermatov                                                      | Usbekistan    | A / RSA – MEX    | —              | —               | —            | —                    | 1:1                       | 0:0        | 4           | 0               | 0          | 0     | Subkhiddin Mohd Salleh   |
| 02           | 11. Juni 2010 | Yūichi Nishimura                                                     | Japan         | A / URU – FRA    | —              | —               | —            | —                    | 0:0                       | 0:0        | 5           | 1               | 0          | 0     | Joel Aguilar             |
| 03           | 12. Juni 2010 | Michael Hester                                                       | Neuseeland    | B / KOR – GRE    | —              | —               | —            | —                    | 2:0                       | 1:0        | 1           | 0               | 0          | 0     | Martín Vázquez           |
| 04           | 12. Juni 2010 | Wolfgang Stark                                                       | Deutschland   | B / ARG – NGA    | —              | —               | —            | —                    | 1:0                       | 1:0        | 2           | 0               | 0          | 0     | Khalil Ibrahim al-Ghamdi |
| 05           | 12. Juni 2010 | Carlos Simon                                                         | Brasilien     | C / ENG – USA    | —              | —               | —            | —                    | 1:1                       | 1:1        | 6           | 0               | 0          | 0     | Eddy Maillet             |
| 06           | 13. Juni 2010 | Carlos Batres                                                        | Guatemala     | C / ALG – SLO    | —              | —               | —            | —                    | 0:1                       | 0:0        | 3           | 1               | 0          | 0     | Peter O’Leary            |
| 07           | 13. Juni 2010 | Héctor Baldassi                                                      | Argentinien   | D / SRB – GHA    | —              | —               | —            | —                    | 0:1                       | 0:0        | 4           | 1               | 0          | 1     | Subkhiddin Mohd Salleh   |
| 08           | 13. Juni 2010 | Marco Antonio Rodríguez                                              | Mexiko        | D / GER – AUS    | —              | —               | —            | —                    | 4:0                       | 2:0        | 5           | 0               | 1          | 0     | Martin Hansson           |
| 09           | 14. Juni 2010 | Stéphane Lannoy                                                      | Frankreich    | E / NED – DEN    | —              | —               | —            | —                    | 2:0                       | 0:0        | 3           | 0               | 0          | 0     | Roberto Rosetti          |
| 10           | 14. Juni 2010 | Olegário Benquerença                                                 | Portugal      | E / JPN – CMR    | —              | —               | —            | —                    | 1:0                       | 1:0        | 2           | 0               | 0          | 0     | Óscar Ruiz               |
| 11           | 14. Juni 2010 | Benito Archundia                                                     | Mexiko        | F / ITA – PAR    | —              | —               | —            | —                    | 1:1                       | 0:1        | 2           | 0               | 0          | 0     | Joel Aguilar             |
| 12           | 15. Juni 2010 | Jerome Damon                                                         | Südafrika     | F / NZL – SVK    | —              | —               | —            | —                    | 1:1                       | 0:0        | 3           | 0               | 0          | 0     | Ravshan Ermatov          |
| 13           | 15. Juni 2010 | Jorge Larrionda                                                      | Uruguay       | G / CIV – POR    | —              | —               | —            | —                    | 0:0                       | 0:0        | 3           | 0               | 0          | 0     | Martín Vázquez           |
| 14           | 15. Juni 2010 | Viktor Kassai                                                        | Ungarn        | G / BRA – PRK    | —              | —               | —            | —                    | 2:1                       | 0:0        | 1           | 0               | 0          | 0     | Subkhiddin Mohd Salleh   |
| 15           | 16. Juni 2010 | Eddy Maillet                                                         | Seychellen    | H / HON – CHI    | —              | —               | —            | —                    | 0:1                       | 0:1        | 3           | 0               | 0          | 0     | Yūichi Nishimura         |
| 16           | 16. Juni 2010 | Howard Webb                                                          | England       | H / ESP – SUI    | —              | —               | —            | —                    | 0:1                       | 0:1        | 4           | 0               | 0          | 0     | Martin Hansson           |
| 17           | 16. Juni 2010 | Massimo Busacca                                                      | Schweiz       | A / RSA – URU    | —              | —               | —            | —                    | 0:3                       | 0:1        | 2           | 0               | 1          | 1     | Wolfgang Stark           |
| 18           | 17. Juni 2010 | Frank De Bleeckere                                                   | Belgien       | B / ARG – KOR    | —              | —               | —            | —                    | 4:1                       | 2:1        | 5           | 0               | 0          | 0     | Jerome Damon             |
| 19           | 17. Juni 2010 | Óscar Ruiz                                                           | Kolumbien     | B / GRE – NGA    | —              | —               | —            | —                    | 2:1                       | 1:1        | 4           | 0               | 1          | 0     | Joel Aguilar             |
| 20           | 17. Juni 2010 | Khalil Ibrahim al-Ghamdi                                             | Saudi-Arabien | A / FRA – MEX    | —              | —               | —            | —                    | 0:2                       | 0:0        | 6           | 0               | 0          | 1     | Peter O’Leary            |
| 21           | 18. Juni 2010 | Alberto Undiano Mallenco                                             | Spanien       | D / GER – SRB    | —              | —               | —            | —                    | 0:1                       | 0:1        | 7           | 1               | 0          | 1     | Martín Vázquez           |
| 22           | 18. Juni 2010 | Koman Coulibaly                                                      | Mali          | C / SLO – USA    | —              | —               | —            | —                    | 2:2                       | 2:0        | 5           | 0               | 0          | 0     | Subkhiddin Mohd Salleh   |
| 23           | 18. Juni 2010 | Ravshan Ermatov                                                      | Usbekistan    | C / ENG – ALG    | —              | —               | —            | —                    | 0:0                       | 0:0        | 2           | 0               | 0          | 0     | Michael Hester           |
| 24           | 19. Juni 2010 | Héctor Baldassi                                                      | Argentinien   | E / NED – JPN    | —              | —               | —            | —                    | 1:0                       | 0:0        | 1           | 0               | 0          | 0     | Martin Hansson           |
| 25           | 19. Juni 2010 | Roberto Rosetti                                                      | Italien       | D / GHA – AUS    | —              | —               | —            | —                    | 1:1                       | 1:1        | 4           | 0               | 1          | 0     | Carlos Simon             |
| 26           | 19. Juni 2010 | Jorge Larrionda                                                      | Uruguay       | E / CMR – DEN    | —              | —               | —            | —                    | 1:2                       | 1:1        | 4           | 0               | 0          | 0     | Peter O’Leary            |
| 27           | 20. Juni 2010 | Eddy Maillet                                                         | Seychellen    | F / SVK – PAR    | —              | —               | —            | —                    | 0:2                       | 0:1        | 4           | 0               | 0          | 0     | Joel Aguilar             |
| 28           | 20. Juni 2010 | Carlos Batres                                                        | Guatemala     | F / ITA – NZL    | —              | —               | —            | —                    | 1:1                       | 1:1        | 3           | 0               | 0          | 1     | Koman Coulibaly          |
| 29           | 20. Juni 2010 | Stéphane Lannoy                                                      | Frankreich    | G / BRA – CIV    | —              | —               | —            | —                    | 3:1                       | 1:0        | 2           | 1               | 0          | 0     | Subkhiddin Mohd Salleh   |
| 30           | 21. Juni 2010 | Pablo Pozo                                                           | Chile         | G / POR – PRK    | —              | —               | —            | —                    | 7:0                       | 1:0        | 4           | 0               | 0          | 0     | Jerome Damon             |
| 31           | 21. Juni 2010 | Khalil Ibrahim al-Ghamdi                                             | Saudi-Arabien | H / CHI – SUI    | —              | —               | —            | —                    | 1:0                       | 0:0        | 9           | 0               | 1          | 2     | Martín Vázquez           |
| 32           | 21. Juni 2010 | Yūichi Nishimura                                                     | Japan         | H / ESP – HON    | —              | —               | —            | —                    | 2:0                       | 1:0        | 2           | 0               | 0          | 1     | Subkhiddin Mohd Salleh   |
| 33           | 22. Juni 2010 | Viktor Kassai                                                        | Ungarn        | A / MEX – URU    | —              | —               | —            | —                    | 0:1                       | 0:1        | 3           | 0               | 0          | 0     | Martin Hansson           |
| 34           | 22. Juni 2010 | Óscar Ruiz                                                           | Kolumbien     | A / FRA – RSA    | —              | —               | —            | —                    | 1:2                       | 0:2        | 1           | 0               | 1          | 0     | Héctor Baldassi          |
| 35           | 22. Juni 2010 | Olegário Benquerença                                                 | Portugal      | B / NGA – KOR    | —              | —               | —            | —                    | 2:2                       | 1:1        | 4           | 0               | 0          | 1     | Marco Antonio Rodríguez  |
| 36           | 22. Juni 2010 | Ravshan Ermatov                                                      | Usbekistan    | B / GRE – ARG    | —              | —               | —            | —                    | 0:2                       | 0:0        | 2           | 0               | 0          | 0     | Peter O’Leary            |
| 37           | 23. Juni 2010 | Frank De Bleeckere                                                   | Belgien       | C / USA – ALG    | —              | —               | —            | —                    | 1:0                       | 0:0        | 4           | 1               | 0          | 0     | Subkhiddin Mohd Salleh   |
| 38           | 23. Juni 2010 | Wolfgang Stark                                                       | Deutschland   | C / SLO – ENG    | —              | —               | —            | —                    | 0:1                       | 0:1        | 4           | 0               | 0          | 0     | Joel Aguilar             |
| 39           | 23. Juni 2010 | Jorge Larrionda                                                      | Uruguay       | D / AUS – SRB    | —              | —               | —            | —                    | 2:1                       | 0:0        | 5           | 0               | 0          | 0     | Carlos Batres            |
| 40           | 23. Juni 2010 | Carlos Simon                                                         | Brasilien     | D / GHA – GER    | —              | —               | —            | —                    | 0:1                       | 0:0        | 2           | 0               | 0          | 0     | Martín Vázquez           |
| 41           | 24. Juni 2010 | Yūichi Nishimura                                                     | Japan         | F / PAR – NZL    | —              | —               | —            | —                    | 0:0                       | 0:0        | 3           | 0               | 0          | 0     | Koman Coulibaly          |
| 42           | 24. Juni 2010 | Howard Webb                                                          | England       | F / SVK – ITA    | —              | —               | —            | —                    | 3:2                       | 1:0        | 8           | 0               | 0          | 0     | Stéphane Lannoy          |
| 43           | 24. Juni 2010 | Pablo Pozo                                                           | Chile         | E / CMR – NED    | —              | —               | —            | —                    | 1:2                       | 0:1        | 5           | 0               | 0          | 1     | Khalil Ibrahim al-Ghamdi |
| 44           | 24. Juni 2010 | Jerome Damon                                                         | Südafrika     | E / DEN – JPN    | —              | —               | —            | —                    | 1:3                       | 0:2        | 5           | 0               | 0          | 1     | Martin Hansson           |
| 45           | 25. Juni 2010 | Benito Archundia                                                     | Mexiko        | G / POR – BRA    | —              | —               | —            | —                    | 0:0                       | 0:0        | 7           | 0               | 0          | 0     | Peter O’Leary            |
| 46           | 25. Juni 2010 | Alberto Undiano Mallenco                                             | Spanien       | G / PRK – CIV    | —              | —               | —            | —                    | 0:3                       | 0:2        | 0           | 0               | 0          | 0     | Massimo Busacca          |
| 47           | 25. Juni 2010 | data-sort-value="Rodriguez, Marco Antonio"\| Marco Antonio Rodríguez | Mexiko        | H / CHI – ESP    | —              | —               | —            | —                    | 1:2                       | 0:2        | 2           | 1               | 0          | 0     | Subkhiddin Mohd Salleh   |
| 48           | 25. Juni 2010 | Héctor Baldassi                                                      | Argentinien   | H / SUI – HON    | —              | —               | —            | —                    | 0:0                       | 0:0        | 5           | 0               | 0          | 0     | Olegário Benquerença     |
| 49           | 26. Juni 2010 | Wolfgang Stark                                                       | Deutschland   | —                | URU – KOR      | —               | —            | —                    | 2:1                       | 0:0        | 3           | 0               | 0          | 0     | Joel Aguilar             |
| 50           | 26. Juni 2010 | Viktor Kassai                                                        | Ungarn        | —                | USA – GHA      | —               | —            | —                    | 1:1 1:2 n. V.             | 0:1        | 5           | 0               | 0          | 1     | Michael Hester           |
| 51           | 27. Juni 2010 | Jorge Larrionda                                                      | Uruguay       | —                | GER – ENG      | —               | —            | —                    | 4:1                       | 2:1        | 2           | 0               | 0          | 0     | Martín Vázquez           |
| 52           | 27. Juni 2010 | Roberto Rosetti                                                      | Italien       | —                | ARG – MEX      | —               | —            | —                    | 3:1                       | 2:0        | 1           | 0               | 0          | 0     | Jerome Damon             |
| 53           | 28. Juni 2010 | Alberto Undiano Mallenco                                             | Spanien       | —                | NED – SVK      | —               | —            | —                    | 2:1                       | 1:0        | 5           | 0               | 0          | 1     | Stéphane Lannoy          |
| 54           | 28. Juni 2010 | Howard Webb                                                          | England       | —                | BRA – CHI      | —               | —            | —                    | 3:0                       | 2:0        | 5           | 0               | 0          | 0     | Martin Hansson           |
| 55           | 29. Juni 2010 | Frank De Bleeckere                                                   | Belgien       | —                | PAR – JPN      | —               | —            | —                    | 0:0 0:0 n. V. (5:3 i. E.) | 0:0        | 5           | 0               | 0          | 0     | Peter O’Leary            |
| 56           | 29. Juni 2010 | Héctor Baldassi                                                      | Argentinien   | —                | ESP – POR      | —               | —            | —                    | 1:0                       | 0:0        | 2           | 0               | 1          | 0     | Carlos Batres            |
| 57           | 2. Juli 2010  | Yūichi Nishimura                                                     | Japan         | —                | —              | NED – BRA       | —            | —                    | 2:1                       | 0:1        | 5           | 0               | 1          | 0     | Khalil Ibrahim al-Ghamdi |
| 58           | 2. Juli 2010  | Olegário Benquerença                                                 | Portugal      | —                | —              | URU – GHA       | —            | —                    | 1:1 1:1 n. V (4:2 i. E.)  | 0:1        | 6           | 0               | 1          | 1     | Alberto Undiano Mallenco |
| 59           | 3. Juli 2010  | Ravshan Ermatov                                                      | Usbekistan    | —                | —              | ARG – GER       | —            | —                    | 0:4                       | 0:1        | 3           | 0               | 0          | 0     | Jerome Damon             |
| 60           | 3. Juli 2010  | Carlos Batres                                                        | Guatemala     | —                | —              | PAR – ESP       | —            | —                    | 0:1                       | 0:0        | 6           | 0               | 0          | 2     | Benito Archundia         |
| 61           | 6. Juli 2010  | Ravshan Ermatov                                                      | Usbekistan    | —                | —              | —               | URU – NED    | —                    | 2:3                       | 1:1        | 5           | 0               | 0          | 0     | Yūichi Nishimura         |
| 62           | 7. Juli 2010  | Viktor Kassai                                                        | Ungarn        | —                | —              | —               | GER – ESP    | —                    | 0:1                       | 0:0        | 0           | 0               | 0          | 0     | Frank De Bleeckere       |
| 63           | 10. Juli 2010 | Benito Archundia                                                     | Mexiko        | —                | —              | —               | —            | um Platz 3 URU – GER | 2:3                       | 1:1        | 4           | 0               | 0          | 0     | Marco Antonio Rodríguez  |
| 64           | 11. Juli 2010 | Howard Webb                                                          | England       | —                | —              | —               | —            | Endspiel NED – ESP   | 0:0 0:1 n. V.             | 0:0        | 12          | 1               | 0          | 0     | Yūichi Nishimura         |
| Gesamt       | Gesamt        | Gesamt                                                               | Gesamt        | 48               | 8              | 4               | 2            | 2                    | —                         | —          | 245         | 8               | 9          | 15    | —                        |
| Durchschnitt | Durchschnitt  | Durchschnitt                                                         | Durchschnitt  | —                | —              | —               | —            | —                    | —                         | —          | 3,83        | 0,13            | 0,14       | 0,23  | —                        |

### Länderkürzel
| ALG | = | Algerien  |  | ARG | = | Argentinien    |  | AUS | = | Australien |  | BRA | = | Brasilien          |
| CHI | = | Chile     |  | CIV | = | Elfenbeinküste |  | CMR | = | Kamerun    |  | DEN | = | Dänemark           |
| ENG | = | England   |  | ESP | = | Spanien        |  | FRA | = | Frankreich |  | GER | = | Deutschland        |
| GHA | = | Ghana     |  | GRE | = | Griechenland   |  | HON | = | Honduras   |  | ITA | = | Italien            |
| JPN | = | Japan     |  | KOR | = | Südkorea       |  | MEX | = | Mexiko     |  | NED | = | Niederlande        |
| NGA | = | Nigeria   |  | NZL | = | Neuseeland     |  | PAR | = | Paraguay   |  | POR | = | Portugal           |
| PRK | = | Nordkorea |  | RSA | = | Südafrika      |  | SLO | = | Slowenien  |  | SRB | = | Serbien            |
| SUI | = | Schweiz   |  | SVK | = | Slowakei       |  | URU | = | Uruguay    |  | USA | = | Vereinigte Staaten |

## Leistungsdaten der eingesetzten Schiedsrichter
| Schiedsrichter           | Alter zu Beginn der WM | Nationalität  | Anzahl der Spiel- leitungen | Einsätze als Vierter Offizieller | Gesamt- einsätze | Gelbe Karte | Gelb-Rote Karte | Rote Karte | Elfm. | Anmerkung                                             |
| ------------------------ | ---------------------- | ------------- | --------------------------- | -------------------------------- | ---------------- | ----------- | --------------- | ---------- | ----- | ----------------------------------------------------- |
| Ravshan Ermatov          | 32 Jahre               | Usbekistan    | 5                           | 1                                | 6                | 16          | 0               | 0          | 0     | Eröffnungsspiel, bis zum Finale im Turnier verblieben |
| Yūichi Nishimura         | 38 Jahre               | Japan         | 4                           | 3                                | 7                | 15          | 1               | 1          | 1     | bis zum Finale im Turnier verblieben                  |
| Héctor Baldassi          | 44 Jahre               | Argentinien   | 4                           | 1                                | 5                | 12          | 1               | 1          | 1     | nach dem Viertelfinale ausgeschieden                  |
| Viktor Kassai            | 34 Jahre               | Ungarn        | 4                           | 0                                | 4                | 09          | 0               | 0          | 1     | bis zum Finale im Turnier verblieben                  |
| Jorge Larrionda          | 42 Jahre               | Uruguay       | 4                           | 0                                | 4                | 14          | 0               | 0          | 0     | nach dem Achtelfinale ausgeschieden                   |
| Howard Webb              | 38 Jahre               | England       | 4                           | 0                                | 4                | 29          | 1               | 0          | 0     | Finale                                                |
| Carlos Batres            | 42 Jahre               | Guatemala     | 3                           | 2                                | 5                | 12          | 1               | 0          | 3     | nach dem Viertelfinale ausgeschieden                  |
| Wolfgang Stark           | 40 Jahre               | Deutschland   | 3                           | 1                                | 4                | 09          | 0               | 0          | 0     | nach dem Viertelfinale ausgeschieden                  |
| Alberto Undiano Mallenco | 36 Jahre               | Spanien       | 3                           | 1                                | 4                | 12          | 1               | 0          | 2     | nach dem Viertelfinale ausgeschieden                  |
| Olegário Benquerença     | 40 Jahre               | Portugal      | 3                           | 1                                | 4                | 12          | 0               | 1          | 2     | nach dem Viertelfinale ausgeschieden                  |
| Benito Archundia         | 44 Jahre               | Mexiko        | 3                           | 1                                | 4                | 13          | 0               | 0          | 0     | Spiel um Platz 3                                      |
| Frank De Bleeckere       | 43 Jahre               | Belgien       | 3                           | 1                                | 4                | 14          | 1               | 0          | 0     | bis zum Finale im Turnier verblieben                  |
| Jerome Damon             | 38 Jahre               | Südafrika     | 2                           | 4                                | 6                | 08          | 0               | 0          | 1     | bis zum Finale im Turnier verblieben                  |
| Khalil Ibrahim al-Ghamdi | 39 Jahre               | Saudi-Arabien | 2                           | 3                                | 5                | 15          | 0               | 1          | 1     | nach dem Viertelfinale ausgeschieden                  |
| Stéphane Lannoy          | 40 Jahre               | Frankreich    | 2                           | 2                                | 4                | 06          | 1               | 0          | 0     | nach dem Achtelfinale ausgeschieden                   |
| Óscar Ruiz               | 40 Jahre               | Kolumbien     | 2                           | 1                                | 3                | 05          | 0               | 2          | 0     | bis zum Finale im Turnier verblieben                  |
| Roberto Rosetti          | 42 Jahre               | Italien       | 2                           | 1                                | 3                | 05          | 0               | 1          | 1     | nach dem Achtelfinale ausgeschieden                   |
| Eddy Maillet             | 42 Jahre               | Seychellen    | 2                           | 1                                | 3                | 07          | 0               | 0          | 0     | nach dem Viertelfinale ausgeschieden                  |
| Marco Antonio Rodríguez  | 36 Jahre               | Mexiko        | 2                           | 1                                | 3                | 07          | 1               | 1          | 0     | bis zum Finale im Turnier verblieben                  |
| Carlos Simon             | 44 Jahre               | Brasilien     | 2                           | 1                                | 3                | 08          | 0               | 0          | 0     | nach dem Viertelfinale ausgeschieden                  |
| Pablo Pozo               | 37 Jahre               | Chile         | 2                           | 0                                | 2                | 09          | 0               | 0          | 1     | bis zum Finale im Turnier verblieben                  |
| Michael Hester           | 38 Jahre               | Neuseeland    | 1                           | 2                                | 3                | 01          | 0               | 0          | 0     | nach dem Viertelfinale ausgeschieden                  |
| Koman Coulibaly          | 39 Jahre               | Mali          | 1                           | 2                                | 3                | 05          | 0               | 0          | 0     | nach dem Achtelfinale ausgeschieden                   |
| Massimo Busacca          | 41 Jahre               | Schweiz       | 1                           | 1                                | 2                | 02          | 0               | 1          | 1     | nach dem Achtelfinale ausgeschieden                   |
| Subkhiddin Mohd Salleh   | 43 Jahre               | Malaysia      | 0                           | 8                                | 8                | —           | —               | —          | —     | nach dem Achtelfinale ausgeschieden                   |
| Joel Aguilar             | 34 Jahre               | El Salvador   | 0                           | 6                                | 6                | —           | —               | —          | —     | nach dem Achtelfinale ausgeschieden                   |
| Martin Hansson           | 39 Jahre               | Schweden      | 0                           | 6                                | 6                | —           | —               | —          | —     | nach dem Achtelfinale ausgeschieden                   |
| Peter O’Leary            | 38 Jahre               | Neuseeland    | 0                           | 6                                | 6                | —           | —               | —          | —     | nach dem Achtelfinale ausgeschieden                   |
| Martín Vázquez           | 41 Jahre               | Uruguay       | 0                           | 6                                | 6                | —           | —               | —          | —     | nach dem Achtelfinale ausgeschieden                   |
| Gesamt                   | Gesamt                 | Gesamt        | 64                          | 64                               | 128              | 245         | 8               | 9          | 15    | —                                                     |
| Durchschnitt             | Durchschnitt           | Durchschnitt  | —                           | —                                | —                | 3,83        | 0,13            | 0,14       | 0,23  | —                                                     |